# Sagittaria macrophylla
Sagittaria macrophylla là một loài thực vật có hoa trong họ Alismataceae. Loài này được Zucc. miêu tả khoa học đầu tiên năm 1830.